# Eparchia Zwiastowania Najświętszej Maryi Panny w Ibadanie
Eparchia Zwiastowania Najświętszej Maryi Panny w Ibadanie – eparchia Kościoła maronickiego w Nigerii z siedzibą w Ibadanie. Jest podległa bezpośrednio Stolicy Apostolskiej. Została erygowana 13 stycznia 2014 roku przez papieża Franciszka jako egzarchat. Pierwszym egzarchą został Simon Faddoul, pełniący również funkcję wizytatora apostolskiego dla maronitów w Afryce Południowej. Od 28 lutego 2018 eparchia.